# Khyberpasset
Khyberpasset (pashto: د خیبر درہ; urdu: درۂ خیبر) (altitud: 1070 m) är ett bergspass som kopplar samman Pakistan och Afghanistan. Det skär igenom den nordöstra delen av Safed koh-bergen som själva är en lång sydostlig förlängning av bergskedjan Hindukush. Khyberpassets topp ligger fem kilometer in i Pakistan vid Landi Kotal. 
Passet var under lång tid en viktig handelsväg mellan Centralasien och Sydasien – en gren av  Sidenvägen gick över passet.  I minst lika hög grad har det varit en militärstrategisk plats som använts av många invasionsarméer, och kontrollen över passet har varit och är fortfarande en tvistefråga mellan de angränsande länderna.